# سدرهوس
سدرهوس (به آلمانی: Zederhaus) یک منطقهٔ مسکونی در اتریش است که در ناحیه تامسوگ واقع شده‌است. سدرهوس ۱٬۲۵۰ نفر جمعیت دارد.